# CRYBA4
CRYBA4‏ (Crystallin beta A4) هوَ بروتين يُشَفر بواسطة جين CRYBA4 في الإنسان.